# Aviação experimental

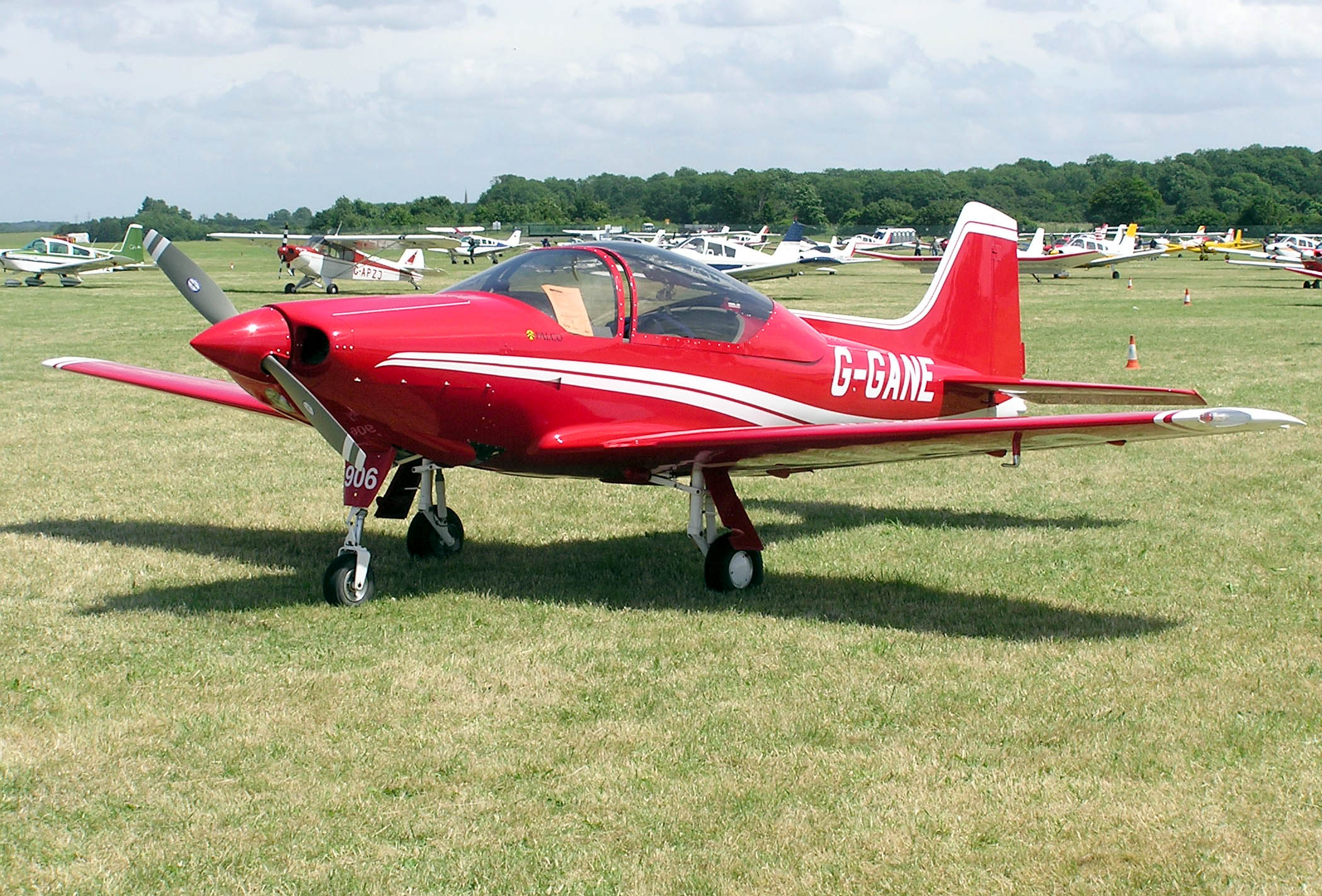
Falco F8, projeto de Stelio Frati com estrutura em madeira, é considerado um dos aviões de pilotagem mais harmoniosa já projetados, e é vendido em plantas para construção experimental.

A aviação experimental é um ramo do universo aeronáutico no qual indivíduos empreendem a construção da maior parte de suas aeronaves. Essa construção pode ser feita a partir de um projeto próprio, ou a partir de plantas feitas por engenheiros aeronáuticos, ou ainda, a partir de kits pré-fabricados.  

## História
A aviação experimental existe desde a época dos pioneiros do voo, e o primeiro propagador dessa prática foi Alberto Santos-Dumont, que difundiu gratuitamente as plantas de sua aeronave Demoiselle para outros que eventualmente se interessassem em reproduzi-la. 

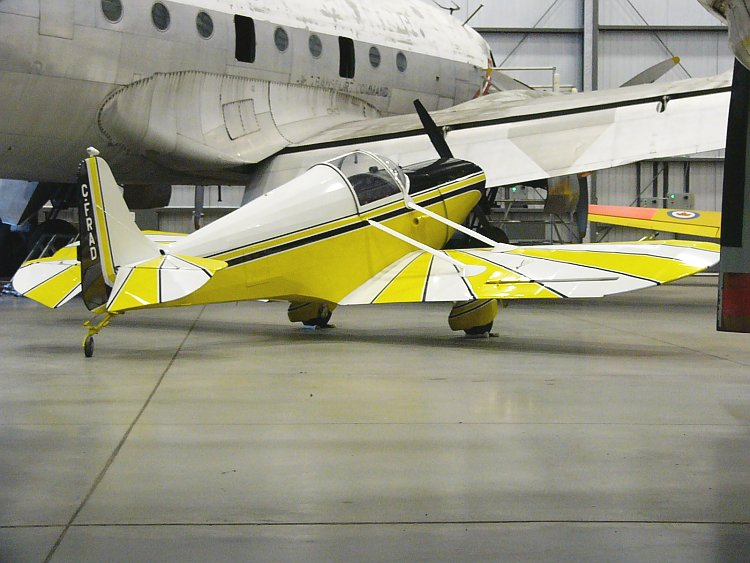
Stitts SA-3A Playboy, projeto experimental dos anos 1960 que serviu de base para diversos construtores

Posteriormente, a prática caiu em desuso em razão das duas guerras mundiais e do aumento da industrialização aeronáutica, que ocasionou farta disponibilidade de aviões a preços baratos. No entanto, a partir da década de 1950, a prática da aviação experimental se renovou mundo afora, especialmente a partir da criação da Experimental Aircraft Assotiation - EAA, responsável pelo EAA AirVenture, o maior evento de aviação do mundo, que reúne milhares de aviões todos os anos. Na França, a prática da construção amadora de aeronaves também foi consolidada a partir da década de 1950, com aviões como o Bébé Jodel, ou modelos mais elaborados projetados por Claude Piel e Marcel Jurca.  
Além dos Estados Unidos, a França é um dos países que mais incentiva a prática da aviação experimental, inclusive autorizando subsídios financeiros, como os previstos no Artigo D521-4 do Código da Aviação Civil daquele país.  
No Brasil, a Associação Brasileira de Aviação Experimental (ABRAEX) e a Associação Brasileira de Ultraleves (ABUL) estimularam durante muitos anos a aviação experimental e desportiva. 
Segundo a Agência Nacional de Aviação Civil (ANAC), existem mais de 5 mil aeronaves na categoria experimental sobrevoando o céu do Brasil - mas, além dos aviões, também estão inclusos neste cômputo outros aparelhos da aviação aerodesportiva, como ultraleves, balões, girocópteros, dirigíveis, planadores e motoplanadores. 

## Características
Uma aeronave experimental clássica se diferencia das outras de fabricação industrial pelo fato de ter a maioria das etapas construtivas feitas pela mesma pessoa - é a chamada 'aeronave de construção amadora. Entretanto, também existem aeronaves semi-experimentais feitas por empresas, constituindo a categoria ‘Aeronaves Leves Esportivas’ (ALE, ou LSA). Além dessas duas, a regulamentação brasileira também prevê aeronaves experimentais para exibição aérea, competição aérea e categoria primária a partir de conjuntos (kits). 

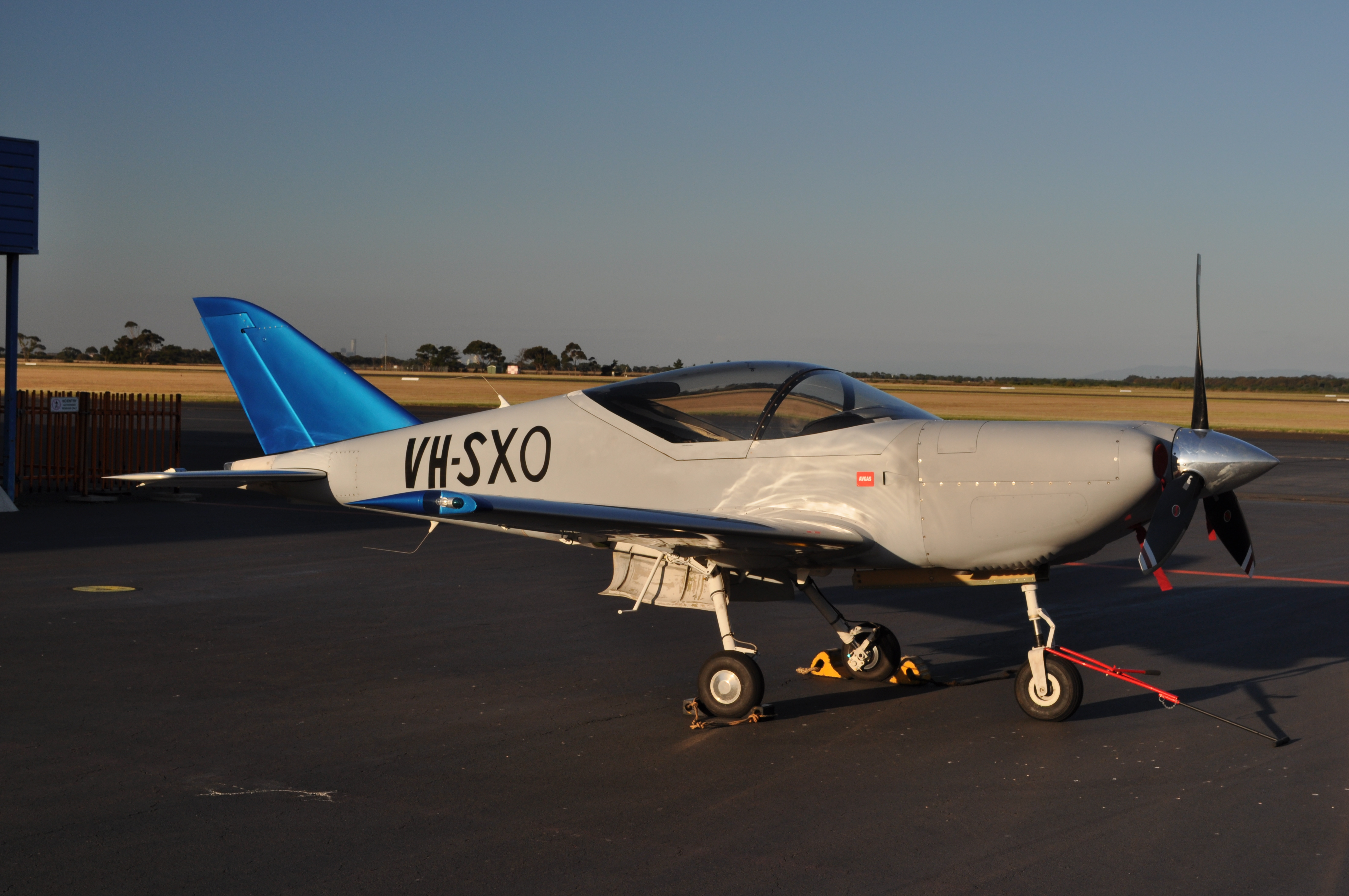
Swearingen SX-300, aeronave de construção amadora

Aeronaves experimentais são construídas por seus próprios operadores, sob a supervisão de engenheiros aeronáuticos, e passam por uma vistoria antes do primeiro voo, recebendo um 'certificado de aeronavegabilidade especial' se demonstrarem total capacidade de voo. Diferenciam-se das aeronaves industrializadas, que recebem certificado de voo 'standard', ou 'padrão', concedido após uma extensa campanha de voos de teste com protótipos. 
Deve-se destacar que aeronaves experimentais ALE ou de construção amadora não devem ser confundidas com os ultraleves, que são uma categoria à parte, e que não exigem qualificação de piloto para serem operadas. 
Aeronaves experimentais são feitas com os mesmos materiais de uso comprovado na aviação de todas as épocas, e isso inclui alumínio, aço, madeira, fibra de vidro e, mais recentemente, carbono. 
Considerando que aeronaves experimentais não são submetidas a testes de padronização para fins de fabricação seriada, as legislações dos países proíbem o seu uso para transporte remunerado de passageiros. Por outro lado, a difusão da aviação experimental possui valor estratégico para a indústria aeronáutica, pois geralmente é nesse ramo que pilotos, entusiastas, pesquisadores e empresários interagem e adquirem experiência para depois empreenderem a fabricação industrial de aviões.  

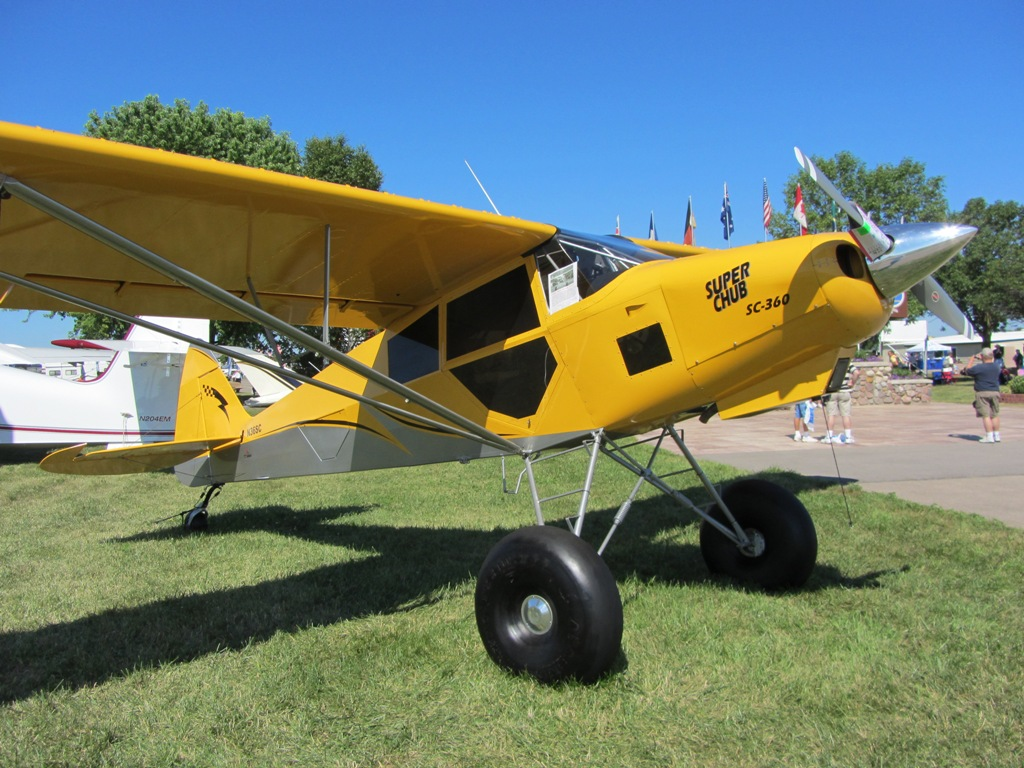
Wag-Aero SuperChub, aeronave experimental para uso em pistas curtas e terrenos acidentados

O francês Henri Mignet dizia que o construtor amador de aviões pertence a uma elite que conhece seu avião nos mínimos detalhes, e, segundo ele, a palavra "amador" deveria ser entendida no sentido nobre do termo, que é o "esclarecido, o conhecedor, o esteta, o esportista, e não no sentido pejorativo como na expressão 'é serviço de amador" . 

## Regulamentação
No Brasil, o Decreto Nº 6.780/2009, que define a Política Nacional de Aviação Civil (PNAC), estabelece que o Estado deve incentivar a aviação experimental, com a seguinte disposição:
3 - AÇÕES ESTRATÉGICAS
(...)
3.5.O DESENVOLVIMENTO DA AVIAÇÃO CIVIL

• Reconhecer a especificidade e promover o desenvolvimento das atividades de aviação agrícola, experimental e aerodesportiva, desenvolvendo regulamentação específica para os setores e estimulando a difusão de seu uso.
O Código Brasileiro de Aeronáutica (Lei 7.565/86) autoriza a concessão do certificado de aeronavegabilidade especial no seguinte artigo:
Art. 67. Somente poderão ser usados aeronaves, motores, hélices e demais componentes aeronáuticos que observem os padrões e os requisitos previstos nos regulamentos referidos no art. 66 deste Código, ressalvada a operação com certificado de aeronavegabilidade especial.  
§ 1° Poderá a autoridade aeronáutica, em caráter excepcional, permitir o uso de componentes ainda não homologados, desde que não seja comprometida a segurança de vôo.
(...)
§ 4º Compete à autoridade de aviação civil regulamentar os requisitos, as condições e as provas necessários à emissão do certificado de aeronavegabilidade especial.
A ANAC, por sua vez, é a autoridade competente para conceder o certificado de aeronavegabilidade especial, e assim define as aeronaves dessa categoria:
2.1 
Aeronave Experimental 

É toda aeronave que opera com o Certificado de Autorização de Voo Experimental. De maneira geral é uma aeronave não certificada, compreendendo as aeronaves em processo de certificação, incluindo as destinadas à pesquisa e desenvolvimento, as aeronaves de construção amadora, entre outras.
No mesmo documento, a ANAC elenca a destinação das aeronaveis elegíveis a um certificado especial:
Os propósitos previstos para operação com CAVE são os seguintes: pesquisa e desenvolvimento, demonstração de cumprimento com requisitos, treinamento de tripulações, exibição, competição aérea, pesquisa de mercado, operação de aeronave de construção amadora, operação de aeronave categoria primária montada a partir de conjuntos e operação de aeronave leve esportiva.
Sobre a aviação experimental e afins, a ANAC também possui os seguintes regulamentos:
- aeronaves experimentais de construção amadora (Instrução Suplementar nº 21.191-001[15]);
- aeronaves experimentais de valor histórico (Instrução Suplementar nº 21.191-002[16]);
- Aeronaves Leves Esportivas (RBAC 01[17])
- operação de ultraleves (RBHA 103[18]).

A ANAC revogou o RBHA 37 (construção de aeronave experimental) em 2012. Esse regulamento continha requisitos para a construção amadora e os processos de fabricação. Delimitava fatores de carga e a construção do tanque de combustível. Já o RBHA 38 foi revogado em 2011.

## Exemplos de aeronaves experimentais

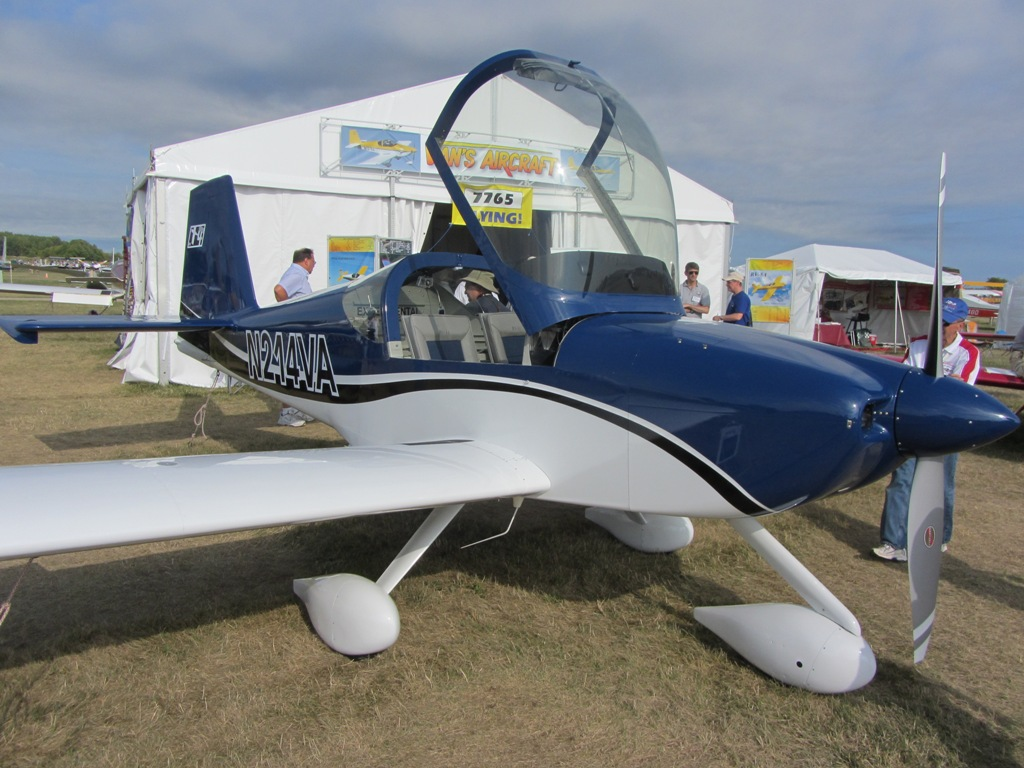
Van's RV 14

Existem centenas de plantas e kits disponíveis para os construtores amadores, incluídos alguns de projeto nacional.
- O primeiro avião experimental popularizado no mundo foi o Demoiselle, de Santos-Dumont.
- Aeronaves acrobáticas "Pitts" estão entre as mais veteranas no ramo das experimentais, com mais de sete décadas de operacionalidade.
- A partir dos anos 1990, aeronaves experimentais Van's RV tornaram-se extremamente difundidas no mundo.
- A empresa Wag-Aero é conhecida por disponibilizar plantas e kits de aeronaves clássicas.
- A fábrica de kits Lancair produz aeronaves que estão entre as mais velozes da categoria.
- O engenheiro gaúcho Altair Coelho (www.altaircoelho.com.br)  diponibilizou as plantas do seu avião AC-15 gratuitamente na internet, Coelho que já projetou e construiu vários outros aviões teve esta iniciativa para ajudar todos os que desejam realizar seu sonho mas encontram dificuldades e adquirir plantas, kits e materiais para construir seu avião. O AC-15, emprega materiais e solucuções símples de fácil aquisição no mercado nacional, exemplo disso é o motor AP 2.0, o mesmo do Santana, Gol e Parati, que pode ser encontrado facilmente em todo Brasil.

- Um outro projeto nacional disponibilizado é o desenvolvido pelo Professor Claudio Barros da UFMG (Universidade Federal de Minas Gerais), chamado de projeto CB10 Triathlon. Esse avião, com desenvolvimento bastante documentado[21], serviu de paradigma para outras aeronaves posteriormente desenvolvidas, como o ACS-100 SORA e o Wega-180. O setor de engenharia aeronáutica da UFMG também projetou os experimentais CEA-308, CEA-309 Mehari, e o CEA-311 Anequim, este último detentor de vários títulos mundiais de velocidade.

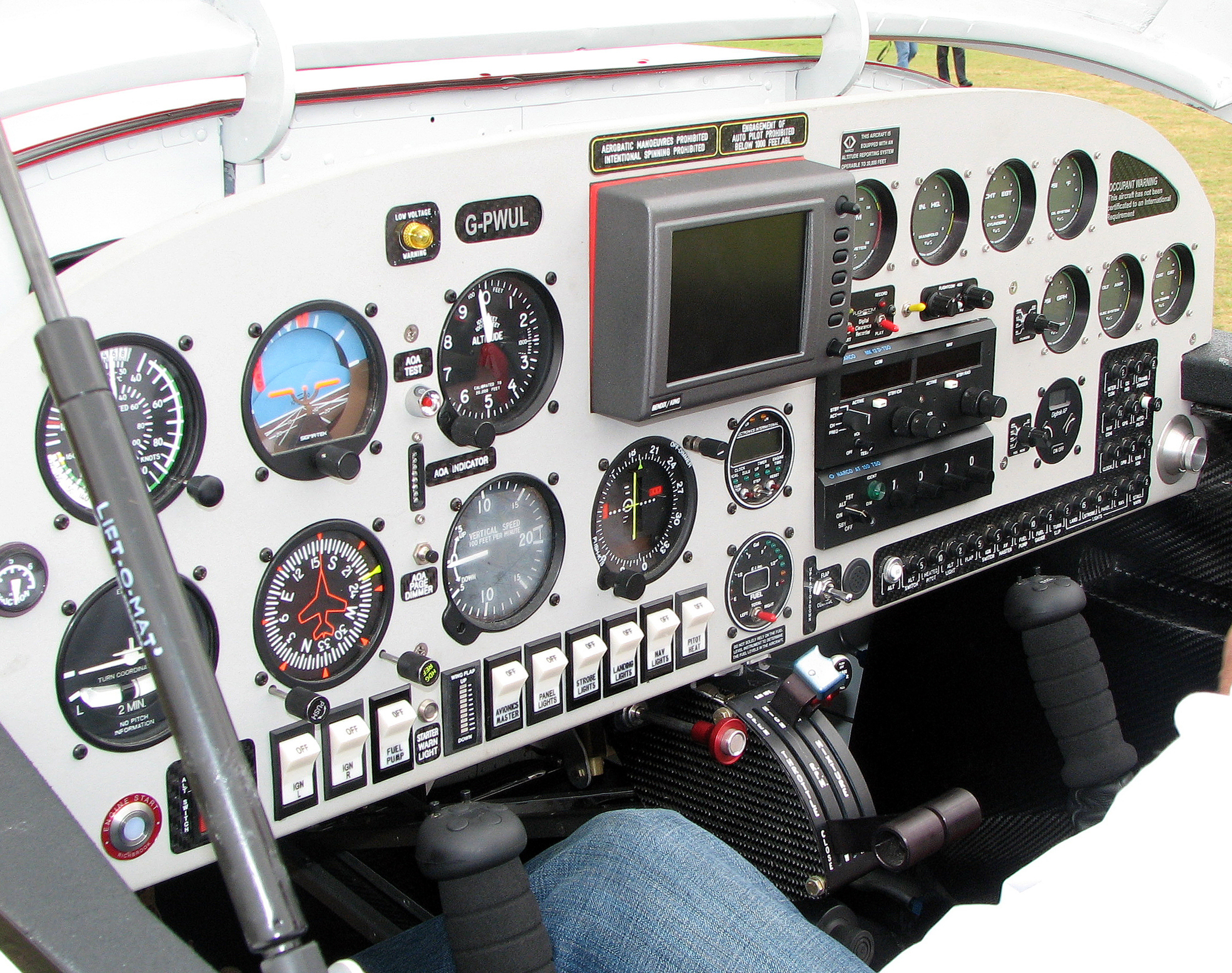
Painel de um RV-6

- Painel de um RV-6Uma grande lista de aeronaves experimentais pode ser encontrada no site da EAA[22].